# Phaeostigma longicaudum
Phaeostigma longicaudum är en halssländeart som först beskrevs av Stein 1863.  Phaeostigma longicaudum ingår i släktet Phaeostigma och familjen ormhalssländor. Inga underarter finns listade i Catalogue of Life.